# Gilles de La Bourdonnaye
Gilles de La Bourdonnaye, né le 27 janvier 1973 à Dakar, est un pongiste handisport français. Il a commencé le tennis de table a Rozay-en-brie, petit village du 77

## Carrière
Après avoir été sacré champion du monde par équipe et médaillé de bronze mondial en simple en 1990, Gilles de La Bourdonnaye remporte le titre européen en simples et la médaille d'argent européenne par équipes en 1991. Aux Jeux paralympiques d'été de 1992, il est médaillé d'argent par équipes et en classe 10 et médaillé de bronze en open debout.
En 1995, il obtient trois médailles d'or aux Championnats d'Europe (en classe 10, open debout et par équipes). Aux Jeux paralympiques d'été de 1996, il est médaillé d'or par équipes et en classe 10 et médaillé de bronze en open debout.
Les Championnats d'Europe 1997 se concluent sur trois médailles (deux en or en classe 10 et open debout et une en argent par équipe), tout comme les Mondiaux de 1998 (l'or en open debout l'argent en classe 10 et le bronze par équipes). Aux Championnats d'Europe 1999, il est médaillé d'or en classe 10 et par équipes et médaillé de bronze en double et en open debout. 
Il est à nouveau sacré champion paralympique par équipes aux Jeux paralympiques d'été de 2000. Les Championnats d'Europe 2001 se terminent sur trois médailles (une en or par équipe, une en argent en classe 10 et une en bronze en open debout) ; aux Mondiaux de 2002, deux médailles supplémentaires s'ajoutent à son palmarès, l'or en classe 10 et le bronze par équipes. Il remporte l'or en open assis et l'argent en classe 10 et par équipes aux Championnats d'Europe 2003.
Il est médaillé d'argent par équipes aux Jeux paralympiques d'été de 2004. Il est ensuite triple médaillé d'or aux Championnats d'Europe 2005 (open debout, classe 10 et par équipe), médaillé de bronze par équipe aux Mondiaux de 2006, médaillé d'argent en simple classe 9-10 aux Championnats d'Europe 2007 et médaillé de bronze par équipe aux Jeux paralympiques d'été de 2008.
En 2021, il se qualifie pour les Jeux paralympiques de Tokyo, ce qui constitue sa sixième participation aux Jeux paralympiques.